# Årnes
Årnes is een plaats in de Noorse gemeente Nes, fylke Akershus. Årnes telt 3289 inwoners (2007) en heeft een oppervlakte van 3,1 km².